# 14573 Montebugnoli
14573 Montebugnoli (1998 QD55) là một tiểu hành tinh vành đai chính.